# Dajtjowie
Dajtjowie (sanskryt: दैत्‍य, trl. daitya) − w mitologii indyjskiej grupa istot zaliczanych do asurów, którzy zwalczali dewów. Potomkowie Diti i mędrca Kaśjapy.
W Mahabharacie nazwą tą oznaczano aborygenów mieszkających na wybrzeżu.